# Siva (singolo)
Siva è un singolo del gruppo alternative rock statunitense The Smashing Pumpkins, pubblicato nel 1991 ed estratto dall'album Gish.

## Tracce
1. Siva – 4:20
2. Window Paine – 5:49